# Маурісіо Антоніо
Маурісіо Антоніо (порт. Maurício Antônio; нар. 6 лютого 1992, Сан-Паулу) — бразильський футболіст, захисник клубу «Урава Ред Даймондс».

## Клубна кар'єра
Народився 6 лютого 1992 року в місті Сан-Паулу. Вихованець футбольної школи клубу «Сан-Паулу». У дорослому футболі починав кар'єру в нижчих дивізіонах Бразилії. У 2014 році грав за «Жувентус Сан-Паулу» у третьому дивізіоні Ліги Пауліста.
У червні того ж року підписав контракт з клубом другого за рівнем дивізіону Португалії «Пелотас».
Дебютував у матчі чемпіонату проти «Спортінга» (Ковілья). Перший гол за команду забив 1 жовтня 2014 року у ворота «Порту Б», і команда здобула перемогу — 2:0.
А вже влітку наступного 2015 року Маурісіо став гравцем дублюючої команди «Порту», втім вже на початку 2016 року перейшов у «Марітіму», у складі якого дебютував у найвищому дивізіоні країні, провівши там півтора року.
1 серпня 2017 року перейшов в японський клуб «Урава Ред Даймондс», у складі якого в тому ж році став переможцем азійської Ліги чемпіонів та одним з найкращих бомбардирів клубного чемпіонату світу (поряд з Ромаріньйо і Кріштіану Роналду), незважаючи на те, що Маурісіо зіграв тільки в одній грі. Наступного року виграв з командою Кубок Імператора. Станом на 10 листопада 2018 року відіграв за команду з міста Сайтама 39 матчів в національному чемпіонаті.

## Виступи за збірну
2009 року дебютував у складі юнацької збірної Бразилії, взяв участь у 3 іграх на юнацькому рівні.

## Титули і досягнення
- Переможець Ліги чемпіонів АФК (1):

«Урава Ред Даймондс»: 2017
- Володар Кубка банку Суруга (1):

«Урава Ред Даймондс»: 2017
- Володар Кубка Імператора (1):

«Урава Ред Даймондс»: 2018